# Raaj Kumar
Raaj Kumar (Loralai, 8 oktober 1926 - Mumbai, 3 juli 1996) was een Indiaas acteur die voornamelijk in Hindi films speelde.

## Biografie
Kumar verhuisde eind jaren veertig naar Bombay om als politie agent aan de slag te gaan.
Hij besloot begin jaren vijftig zijn carrière te verruilen voor de filmindustrie. Hij maakte zijn debuut in 1952 met een bijrol in Rangili. Zijn doorbraak maakte hij in 1957 met Nausherwan-E-Adil. Hij kreeg veel lof voor zijn rollen in onder andere de jaren '70 films als Dil Ek Mandir, Hamraaz, Heer Raanjha, Maryada, Lal Patthar, Pakeezah.
Zijn laatste hit was Tirangaa. 
Kumar kwam op 69-jarige leeftijd te overlijden aan de gevolgen van keelkanker. Hij liet drie kinderen na, acteurs Puru Raaj Kumar, Panini Raajkumar en Vastavikta Pandit.

## Filmografie
| Jaar | Film                     | Rol                                           |
| ---- | ------------------------ | --------------------------------------------- |
| 1952 | Rangeeli                 |                                               |
| 1952 | Anmol Sahara             |                                               |
| 1953 | Aabshar                  |                                               |
| 1955 | Ghamand                  |                                               |
| 1957 | Krishna Sudama           |                                               |
| 1957 | Mother India             | Shyamu                                        |
| 1957 | Nausherwan-E-Adil        | Shehzada Naushazad/ Joseph                    |
| 1958 | Dulhan                   | Mohan                                         |
| 1958 | Panchayat                | Mohan                                         |
| 1959 | Paigham                  | Ramlal                                        |
| 1959 | Shararat                 | Suraj                                         |
| 1959 | Ardhangini               | Prakash                                       |
| 1959 | Do Gunde                 | Hari                                          |
| 1959 | Ujala                    | Kalu                                          |
| 1960 | Dil Apna Aur Preet Parai | Dr. Sushil Verma                              |
| 1961 | Gharana                  | Kailash                                       |
| 1963 | Dil Ek Mandir            | Ram                                           |
| 1963 | Godaan                   | Hari                                          |
| 1963 | Phool Bane Angaare       | kaptein Rajesh                                |
| 1963 | Pyar Ka Bandhan          | Kalu                                          |
| 1964 | Zindagi                  | Gopal                                         |
| 1965 | Waqt                     | Raju/ Raja                                    |
| 1965 | Kaajal                   | Moti                                          |
| 1965 | Oonche Log               | agent Shrikant                                |
| 1965 | Rishte Naate             | Sundar                                        |
| 1967 | Hamraaz                  | kaptein Rajesh                                |
| 1967 | Nai Roshni               | Jyoti Kumar                                   |
| 1968 | Mere Huzoor              | Nawab Salim                                   |
| 1968 | Neel Kamal               | Chitrasen                                     |
| 1968 | Vaasna                   | Kailash Chander                               |
| 1970 | Heer Raanjha             | Ranjha                                        |
| 1971 | Lal Patthar              | Kumar Bahadur Gyan Shankar Rai                |
| 1971 | Maryada                  | Raja Babu/ Raj Bahadur                        |
| 1972 | Pakeezah                 | Salim Ahmed Khan                              |
| 1972 | Dil Ka Raaja             | Raja Vichitra Raghupati Singh/ Raja Raj Singh |
| 1973 | Hindustan Ki Kasam       | Rajib                                         |
| 1974 | 36 Ghante                | Ashok Rai                                     |
| 1976 | Ek Se Badhkar Ek         | Shankar                                       |
| 1978 | Karmayogi                | Shankar/ Mohan                                |
| 1980 | Chambal Ki Kasam         | Thakur Suraj Singh                            |
| 1981 | Bulundi                  | professor Satish Khurana                      |
| 1981 | Kudrat                   | Choudhary Janak Singh                         |
| 1982 | Dharam Kanta             | Thakur Bhawani Singh                          |
| 1984 | Ek Nai Paheli            | Upendranath                                   |
| 1984 | Raaj Tilak               | Samadh Khan                                   |
| 1984 | Sharara                  | Dharamveer Singh Pathan                       |
| 1987 | Itihaas                  | Joginder Singh                                |
| 1987 | Marte Dam Tak            | agent Rane/ Rana                              |
| 1987 | Muqaddar Ka Faisla       | Pandit Krishnakant                            |
| 1988 | Mohabbat Ke Dushman      | Rehmat Khan                                   |
| 1988 | Saazish                  | Kailash                                       |
| 1988 | Mahaveera                | agent Karamveer/ Don                          |
| 1989 | Desh Ke Dushman          | Sher Khan                                     |
| 1989 | Jung Baaz                | advocaat Krishna Prasad Saxena                |
| 1989 | Galiyon Ka Badshah       | Ram/ Raja                                     |
| 1989 | Suryaa: An Awakening     | Rajpal Chauhan                                |
| 1990 | Police Public            | agent Jagmohan Azad                           |
| 1991 | Saudagar                 | Thakur Rajeshwar Singh                        |
| 1992 | Police Aur Mujrim        | commissaris Veer Bahadur Singh                |
| 1993 | Insaniyat Ke Devta       | gevangenenbewaarder Rana Pratap Singh         |
| 1993 | Tirangaa                 | brigadier Suryadev Singh                      |
| 1994 | Ulfat Ki Nayee Manzilen  | Raj                                           |
| 1994 | Betaaj Badshah           | Raja Prithviraj                               |
| 1995 | Jawab                    | Ashwini Kumar Saxena                          |
| 1995 | God And Gun              | Sahib Bahadur Rathore                         |